# Paddy Moran

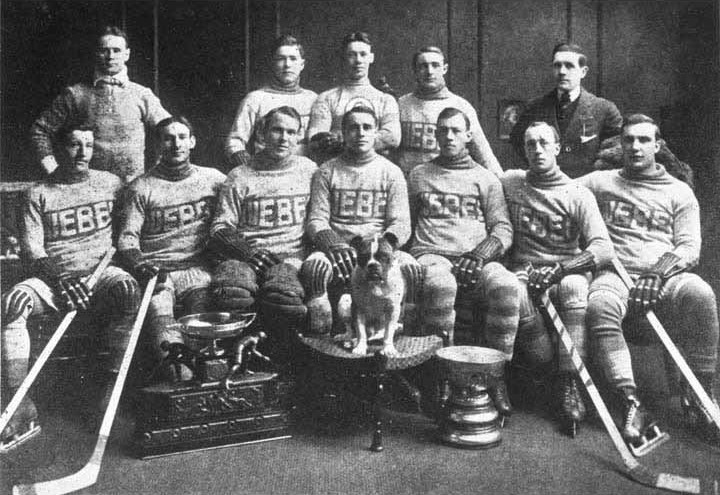
Paddy Moran, trea från vänster i främre raden, med Quebec Bulldogs och Stanley Cup 1913.

Patrick Joseph Alexander "Paddy" Moran, född 11 mars 1877 i Quebec City, död 14 januari 1966 i Quebec City, var en kanadensisk professionell ishockeymålvakt.

## Karriär
Paddy Moran spelade för Quebec Athletics och Quebec Bulldogs från hemstaden Quebec City i CAHL, ECAHA, ECHA och NHA åren 1901–1917. CHA-säsongen 1909–10 spelade Moran för All-Montreal HC och NHA-säsongen 1910 representerade han Haileybury Comets.
Paddy Moran vann två Stanley Cup med Quebec Bulldogs, 1912 och 1913.
1958 valdes Moran in i Hockey Hall of Fame.

## Statistik
M = Matcher, V = Vinster, F = Förluster, O = Oavgjorda, N = Hållna nollor, GIM = Genomsnitt insläppta mål per match
CAHL = Canadian Amateur Hockey League, ECAHA = Eastern Canada Amateur Hockey Association

### Grundserie
| Säsong  | Lag               | Liga  | M  | V  | F  | O | N | GIM  |
| ------- | ----------------- | ----- | -- | -- | -- | - | - | ---- |
| 1902    | Quebec Athletics  | CAHL  | 8  | 4  | 4  | 0 | 0 | 4.25 |
| 1903    | Quebec Athletics  | CAHL  | 7  | 3  | 4  | 0 | 0 | 6.57 |
| 1904    | Quebec Athletics  | CAHL  | 6  | 5  | 1  | 0 | 0 | 6.17 |
| 1905    | Quebec Athletics  | CAHL  | 9  | 7  | 2  | 0 | 0 | 5.00 |
| 1906    | Quebec Bulldogs   | ECAHA | 10 | 3  | 7  | 0 | 0 | 6.79 |
| 1907    | Quebec Bulldogs   | ECAHA | 6  | 0  | 6  | 0 | 0 | 9.61 |
| 1907–08 | Quebec Bulldogs   | ECAHA | 10 | 5  | 5  | 0 | 0 | 7.38 |
| 1909    | Quebec Bulldogs   | ECHA  | 12 | 3  | 9  | 0 | 0 | 8.83 |
| 1909–10 | All-Montreal HC   | CHA   | 4  | 2  | 2  | 0 | 0 | 6.00 |
| 1910    | Haileybury Comets | NHA   | 11 | 3  | 8  | 0 | 0 | 7.21 |
| 1910–11 | Quebec Bulldogs   | NHA   | 16 | 4  | 12 | 0 | 0 | 5.91 |
| 1911–12 | Quebec Bulldogs   | NHA   | 18 | 10 | 8  | 0 | 0 | 4.26 |
| 1912–13 | Quebec Bulldogs   | NHA   | 20 | 16 | 4  | 0 | 1 | 3.70 |
| 1913–14 | Quebec Bulldogs   | NHA   | 20 | 12 | 8  | 0 | 1 | 3.58 |
| 1914–15 | Quebec Bulldogs   | NHA   | 20 | 11 | 9  | 0 | 0 | 3.91 |
| 1915–16 | Quebec Bulldogs   | NHA   | 22 | 10 | 10 | 0 | 0 | 3.54 |
| 1916–17 | Quebec Bulldogs   | NHA   | 7  | 1  | 5  | 0 | 0 | 6.84 |

### Slutspel
| Säsong  | Lag             | Liga        | M | V | F | N | GIM  |
| ------- | --------------- | ----------- | - | - | - | - | ---- |
| 1911–12 | Quebec Bulldogs | Stanley Cup | 2 | 2 | 0 | 1 | 1.50 |
| 1912–13 | Quebec Bulldogs | Stanley Cup | 2 | 2 | 0 | 0 | 2.50 |